# 阿瑟爾斯普林斯 (紐約州)
阿瑟爾斯普林斯（英語：Athol Springs）是位於美國紐約州伊利縣的非建制地區。

## 歷史
阿瑟爾斯普林斯的郵局自1891年營運至今。

## 地理
阿瑟爾斯普林斯所處的海拔為高於海平面182米（即597英呎），而該地所採用的時區為UTC-5，即北美东部时区（EST）。同時該地設有夏令時間，為UTC-5調快一小時，即UTC-4（EDT）。